# Sweeney's Men
Gli Sweeney's Men sono un gruppo folk irlandese. Sono considerati i pionieri dell'irish folk moderno e, nonostante la loro breve vita artistica, sono annoverati ancor oggi tra le band tradizionali più influenti.

## Storia del gruppo
Alla fine degli anni sessanta il folk revival in Irlanda era prevalentemente in mano ai Dubliners e ai Clancy Brothers di Tommy Makem.
Il gruppo viene fondato nel 1966 da Joe Dolan, Johnny Moynihan e Andy Irvine, poi Dolan viene sostituito da Terry Woods l'anno successivo. Quest'ultima formazione è quella più famosa degli Sweeney's Men.
L'innovazione maggiore apportata alla musica tradizionale è l'introduzione del bouzouki, strumento di origine greca a sei corde, sostituito poi nella maggior parte dei gruppi dal bouzouki a otto corde, suonato da Johnny Moynihan. Il repertorio spazia dai tradizionali irlandesi a brani scozzesi, inglesi e americani come Tom Dooley.
Nel 1968 il trio pubblica Sweeney's Men. Nell'estate Andy Irvine lascia il gruppo per viaggiare in Est Europa (formerà i Planxty) e viene sostituito dal chitarrista elettrico Henry McCullough.
Dopo l'esibizione al Cambridge Folk Festival la stampa parla di una svolta folk rock che segue le orme dei gruppi inglesi Fairport Convention e Pentangle.
Nel 1969 Moynihan e Woods registrano The Tracks of Sweeney, oltre a nuovi arrangiamenti di brani tradizionali compaiono 4 brani originali composti da Woods.
Il gruppo si scioglie definitivamente e Terry Woods, con la moglie Gay, entra nella formazione originaria degli Steeleye Span di Ashley Hutchings.
Moynihan e Irvine suonano per un periodo insieme nei Planxty.

## Discografia
- 1968 Sweeney's Men(Transatlantic)
- 1969 The Tracks of Sweeney
- 2004 The Legend of Sweeney's Men (2 CD; contiene tutte le loro incisioni)